# Saison 1998 de l'ATP
Cet article traite de la saison 1998 masculine. Pour la saison 1998 féminine, voir Saison 1998 de la WTA.
Vainqueurs des tournois majeurs
La saison 1998 de l'ATP correspond à l'ensemble des tournois de tennis professionnels organisés par l'ATP entre janvier et décembre 1998.

## Classements

### Évolution du top 10
| Rang | Nom                 | Points |
| ---- | ------------------- | ------ |
| 1    | Pete Sampras        | 3666   |
| 2    | Patrick Rafter      | 2469   |
| 3    | Michael Chang       | 2443   |
| 4    | Jonas Björkman      | 2217   |
| 5    | Ievgueni Kafelnikov | 2133   |
| 6    | Greg Rusedski       | 1966   |
| 7    | Carlos Moyà         | 1887   |
| 8    | Sergi Bruguera      | 1749   |
| 9    | Thomas Muster       | 1794   |
| 10   | Marcelo Ríos        | 1707   |

| Rang | Nom                            | Points |
| ---- | ------------------------------ | ------ |
| 1    | Todd Woodbridge Mark Woodforde | 4624   |
| 3    | Paul Haarhuis                  | 3687   |
| 4    | Jacco Eltingh                  | 3635   |
| 5    | Daniel Vacek                   | 3314   |
| 6    | Ievgueni Kafelnikov            | 2909   |
| 7    | Alex O'Brien                   | 2909   |
| 8    | Rick Leach                     | 2658   |
| 9    | Patrick Galbraith              | 2573   |
| 10   | Ellis Ferreira                 | 2527   |

| Rang | Nom             | Points           |      |
| ---- | --------------- | ---------------- | ---- |
| 1    | en stagnation   | Pete Sampras     | 3131 |
| 2    | en augmentation | Marcelo Ríos     | 2920 |
| 3    | en augmentation | Àlex Corretja    | 2759 |
| 4    | en diminution   | Patrick Rafter   | 2464 |
| 5    | en augmentation | Carlos Moyà      | 2432 |
| 6    | en augmentation | Andre Agassi     | 2135 |
| 7    | en augmentation | Tim Henman       | 1804 |
| 8    | en augmentation | Karol Kučera     | 1820 |
| 9    | en diminution   | Greg Rusedski    | 1849 |
| 10   | en augmentation | Richard Krajicek | 1815 |

| Rang | Nom             | Points                         |      |
| ---- | --------------- | ------------------------------ | ---- |
| 1    | en augmentation | Jacco Eltingh                  | 5143 |
| 2    | en augmentation | Paul Haarhuis                  | 4270 |
| 3    | en augmentation | Mahesh Bhupathi                | 3816 |
| 4    | en augmentation | Leander Paes                   | 3781 |
| 5    | en diminution   | Todd Woodbridge Mark Woodforde | 3398 |
| 7    | en augmentation | Daniel Nestor                  | 3260 |
| 8    | en augmentation | Jonas Björkman                 | 3202 |
| 9    | en augmentation | Mark Knowles                   | 2967 |
| 10   | en stagnation   | Ellis Ferreira                 | 2835 |

### Statistiques du top 20
| Au 15 décembre 1997 | Au 15 décembre 1997 | Au 15 décembre 1997 |
| Rang                | Joueur              | Pays                |
| ------------------- | ------------------- | ------------------- |
| 1                   | Pete Sampras        | USA                 |
| 2                   | Patrick Rafter      | AUS                 |
| 3                   | Michael Chang       | USA                 |
| 4                   | Jonas Björkman      | SWE                 |
| 5                   | Ievgueni Kafelnikov | RUS                 |
| 6                   | Greg Rusedski       | GBR                 |
| 7                   | Carlos Moyà         | ESP                 |
| 8                   | Sergi Bruguera      | ESP                 |
| 9                   | Thomas Muster       | AUT                 |
| 10                  | Marcelo Ríos        | CHI                 |
| 11                  | Richard Krajicek    | NED                 |
| 12                  | Àlex Corretja       | ESP                 |
| 13                  | Petr Korda          | CZE                 |
| 14                  | Gustavo Kuerten     | BRA                 |
| 15                  | Goran Ivanišević    | CRO                 |
| 16                  | Félix Mantilla      | ESP                 |
| 17                  | Tim Henman          | GBR                 |
| 18                  | Mark Philippoussis  | AUS                 |
| 19                  | Albert Costa        | ESP                 |
| 20                  | Cédric Pioline      | FRA                 |

| Au 14 décembre 1998 | Au 14 décembre 1998 | Au 14 décembre 1998 | Au 14 décembre 1998 | Au 14 décembre 1998 | Au 14 décembre 1998 |
| Rang                | Joueur              | Points              | + haut              | + bas               | Évolution           |
| ------------------- | ------------------- | ------------------- | ------------------- | ------------------- | ------------------- |
| 1                   | Pete Sampras        | 3915                | 1                   | 2                   | en stagnation       |
| 2                   | Marcelo Ríos        | 3670                | 1                   | 10                  | 8                   |
| 3                   | Àlex Corretja       | 3398                | 3                   | 14                  | 9                   |
| 4                   | Patrick Rafter      | 3315                | 2                   | 6                   | 2                   |
| 5                   | Carlos Moyà         | 3159                | 4                   | 21                  | 2                   |
| 6                   | Andre Agassi        | 2879                | 6                   | 110                 | 104                 |
| 7                   | Tim Henman          | 2620                | 7                   | 21                  | 10                  |
| 8                   | Karol Kučera        | 2579                | 6                   | 25                  | 16                  |
| 9                   | Greg Rusedski       | 2573                | 4                   | 15                  | 3                   |
| 10                  | Richard Krajicek    | 2548                | 5                   | 14                  | 1                   |
| 11                  | Ievgueni Kafelnikov | 2515                | 4                   | 12                  | 6                   |
| 12                  | Goran Ivanišević    | 2137                | 12                  | 25                  | 3                   |
| 13                  | Petr Korda          | 2114                | 2                   | 13                  | en stagnation       |
| 14                  | Albert Costa        | 1823                | 13                  | 27                  | 5                   |
| 15                  | Mark Philippoussis  | 1792                | 13                  | 28                  | 3                   |
| 16                  | Todd Martin         | 1774                | 16                  | 81                  | 65                  |
| 17                  | Thomas Johansson    | 1761                | 17                  | 54                  | 20                  |
| 18                  | Cédric Pioline      | 1710                | 10                  | 20                  | 2                   |
| 19                  | Jan Siemerink       | 1669                | 14                  | 78                  | 59                  |
| 20                  | Félix Mantilla      | 1643                | 11                  | 22                  | 4                   |

## Palmarès
| Catégorie                    |
| ---------------------------- |
| Grand Chelem                 |
| ATP Tour World Championships |
| ATP Super 9                  |
| ATP Championship Series      |
| ATP World Series             |

### Simple
| No | Date       | Nom et lieu du tournoi                                 | Catégorie     | Dotation    | Surface         | Vainqueur           | Finaliste           | Score                     |         |
| -- | ---------- | ------------------------------------------------------ | ------------- | ----------- | --------------- | ------------------- | ------------------- | ------------------------- | ------- |
| 1  | 05/01/1998 | Qatar Mobil Open, Doha                                 | Int' Series   | 975,000 $   | Dur (ext.)      | Petr Korda          | Fabrice Santoro     | 6-0, 6-3                  |         |
| 2  | 05/01/1998 | Australian Men's Hardcourt Championships, Adélaïde     | Int' Series   | 315,000 $   | Dur (ext.)      | Lleyton Hewitt      | Jason Stoltenberg   | 3-6, 6-3, 7-64            | Tableau |
| 3  | 12/01/1998 | Sydney International, Sydney                           | Int' Series   | 315,000 $   | Dur (ext.)      | Karol Kučera        | Tim Henman          | 7-5, 6-4                  | Tableau |
| 4  | 12/01/1998 | Heineken Open, Auckland                                | Int' Series   | 315,000 $   | Dur (ext.)      | Marcelo Ríos        | Richard Fromberg    | 4-6, 6-4, 7-63            |         |
| 5  | 19/01/1998 | Australian Open, Melbourne                             | G. Chelem     | 3 140 107 $ | Dur (ext.)      | Petr Korda          | Marcelo Ríos        | 6-2, 6-2, 6-2             | Tableau |
| 6  | 02/02/1998 | Marseille Indoors, Marseille                           | Int' Series   | 514,250 $   | Dur (int.)      | Thomas Enqvist      | Ievgueni Kafelnikov | 6-4, 6-1                  | Tableau |
| 7  | 02/02/1998 | Croatian Indoors, Split                                | Int' Series   | 375,000 $   | Moquette (int.) | Goran Ivanišević    | Greg Rusedski       | 7-63, 7-65                |         |
| 8  | 09/02/1998 | Dubai Open, Dubaï                                      | Int' Series   | 1 014 250 $ | Dur (ext.)      | Àlex Corretja       | Félix Mantilla      | 7-60, 6-1                 |         |
| 9  | 09/02/1998 | St. Petersburg Open, Saint-Pétersbourg                 | Int' Series   | 315,000 $   | Moquette (int.) | Richard Krajicek    | Marc Rosset         | 6-4, 7-65                 |         |
| 10 | 09/02/1998 | Sybase Open, San José                                  | Int' Series   | 315,000 $   | Dur (int.)      | Andre Agassi        | Pete Sampras        | 6-2, 6-4                  |         |
| 11 | 16/02/1998 | European Community Championship, Anvers                | Series Gold   | 875,000 $   | Dur (int.)      | Greg Rusedski       | Marc Rosset         | 7-63, 3-6, 6-1, 6-4       |         |
| 12 | 16/02/1998 | Kroger St. Jude, Memphis                               | Series Gold   | 700,000 $   | Dur (int.)      | Mark Philippoussis  | Michael Chang       | 6-3, 6-2                  |         |
| 13 | 23/02/1998 | Advanta Championships, Philadelphie                    | Series Gold   | 589,250 $   | Dur (int.)      | Pete Sampras        | Thomas Enqvist      | 7-5, 7-63                 |         |
| 14 | 23/02/1998 | Guardian Direct Cup, Londres                           | Series Gold   | 689,250 $   | Moquette (int.) | Ievgueni Kafelnikov | Cédric Pioline      | 7-5, 6-4                  | Tableau |
| 15 | 02/03/1998 | ABN AMRO World Tennis Tournament, Rotterdam            | Int' Series   | 725,000 $   | Moquette (int.) | Jan Siemerink       | Thomas Johansson    | 7-62, 6-2                 |         |
| 16 | 02/03/1998 | Franklin Templeton Tennis Classic, Scottsdale          | Int' Series   | 315,000 $   | Dur (ext.)      | Andre Agassi        | Jason Stoltenberg   | 6-4, 7-63                 |         |
| 17 | 09/03/1998 | Copenhagen Open, Copenhague                            | Int' Series   | 210,000 $   | Moquette (ext.) | Magnus Gustafsson   | David Prinosil      | 3-6, 6-1, 6-1             |         |
| 18 | 09/03/1998 | Newsweek Champions Cup, Indian Wells                   | Super 9       | 2 200 000 $ | Dur (ext.)      | Marcelo Ríos        | Greg Rusedski       | 6-3, 615-7, 7-64, 6-4     | Tableau |
| 19 | 16/03/1998 | Lipton Championships, Key Biscayne                     | Super 9       | 2 450 000 $ | Dur (ext.)      | Marcelo Ríos        | Andre Agassi        | 7-5, 6-3, 6-4             | Tableau |
| 20 | 23/03/1998 | Grand-Prix Hassan II, Casablanca                       | Int' Series   | 210,000 $   | Terre (ext.)    | Andrea Gaudenzi     | Alex Calatrava      | 6-4, 5-7, 6-4             |         |
| 21 | 06/04/1998 | Salem Open, Hong Kong                                  | Int' Series   | 315,000 $   | Dur (ext.)      | Kenneth Carlsen     | Byron Black         | 6-0, 6-2                  |         |
| 22 | 06/04/1998 | Gold Flake Open, Chennai                               | Int' Series   | 405,000 $   | Dur (ext.)      | Patrick Rafter      | Mikael Tillström    | 6-3, 6-4                  |         |
| 23 | 06/04/1998 | Estoril Open, Estoril                                  | Int' Series   | 600,000 $   | Terre (ext.)    | Alberto Berasategui | Thomas Muster       | 3-6, 6-1, 6-3             |         |
| 24 | 13/04/1998 | Japan Open Tennis Championships, Tokyo                 | Series Gold   | 755,000 $   | Dur (ext.)      | Andrei Pavel        | Byron Black         | 6-3, 6-4                  |         |
| 25 | 13/04/1998 | Trofeo Conde de Godó, Barcelone                        | Series Gold   | 825,000 $   | Terre (ext.)    | Todd Martin         | Alberto Berasategui | 6-2, 1-6, 6-3, 6-2        |         |
| 26 | 20/04/1998 | Monte-Carlo Open, Monte-Carlo                          | Super 9       | 2 200 000 $ | Terre (ext.)    | Carlos Moyà         | Cédric Pioline      | 6-3, 6-0, 7-5             | Tableau |
| 27 | 20/04/1998 | US Men's Clay Court Championship, Orlando              | Int' Series   | 264,250 $   | Terre (ext.)    | Jim Courier         | Michael Chang       | 7-5, 3-6, 7-5             |         |
| 28 | 27/04/1998 | Paegas Czech Open, Prague                              | Int' Series   | 340,000 $   | Terre (ext.)    | Fernando Meligeni   | Sláva Doseděl       | 6-1, 6-4                  |         |
| 29 | 27/04/1998 | BMW Open, Munich                                       | Int' Series   | 500,000 $   | Terre (ext.)    | Thomas Enqvist      | Andre Agassi        | 64-7, 7-66, 6-3           |         |
| 30 | 27/04/1998 | AT&T Tennis Challenge, Atlanta                         | Int' Series   | 315,000 $   | Terre (ext.)    | Pete Sampras        | Jason Stoltenberg   | 62-7, 6-3, 7-64           |         |
| 31 | 04/05/1998 | America's Red Clay Tennis Championship, Delray Beach   | Int' Series   | 245,000 $   | Terre (ext.)    | Andrew Ilie         | Davide Sanguinetti  | 7-5, 6-4                  |         |
| 32 | 04/05/1998 | German International Championships, Hambourg           | Super 9       | 2 200 000 $ | Terre (ext.)    | Albert Costa        | Àlex Corretja       | 6-2, 6-0, 1-0, ab.        |         |
| 33 | 11/05/1998 | Italian Open, Rome                                     | Super 9       | 2 200 000 $ | Terre (ext.)    | Marcelo Ríos        | Albert Costa        | Forfait                   | Tableau |
| 34 | 18/05/1998 | International Raiffeisen Grand Prix, Sankt Pölten      | Int' Series   | 400,000 $   | Terre (ext.)    | Marcelo Ríos        | Vincent Spadea      | 6-2, 6-0                  |         |
| 35 | 25/05/1998 | Roland-Garros, Paris                                   | G. Chelem     | 5 026 607 $ | Terre (ext.)    | Carlos Moyà         | Àlex Corretja       | 6-3, 7-5, 6-3             | Tableau |
| 36 | 08/06/1998 | Gerry Weber Open, Halle (Westf.)                       | Int' Series   | 875,000 $   | Gazon (ext.)    | Ievgueni Kafelnikov | Magnus Larsson      | 6-4, 6-4                  |         |
| 37 | 08/06/1998 | The Stella Artois Championships, Londres               | Int' Series   | 725,000 $   | Gazon (ext.)    | Scott Draper        | Laurence Tieleman   | 7-65, 6-4                 |         |
| 38 | 08/06/1998 | Internazionali di Tennis Carisbo, Bologne              | Int' Series   | 315,000 $   | Terre (ext.)    | Julián Alonso       | Karim Alami         | 6-1, 6-4                  |         |
| 39 | 15/06/1998 | Heineken Trophy, Bois-le-Duc                           | Int' Series   | 475,000 $   | Gazon (ext.)    | Patrick Rafter      | Martin Damm         | 7-62, 6-2                 |         |
| 40 | 15/06/1998 | Nottingham Open, Nottingham                            | Int' Series   | 315,000 $   | Gazon (ext.)    | Jonas Björkman      | Byron Black         | 6-3, 6-2                  |         |
| 41 | 22/06/1998 | The Championships, Wimbledon                           | G. Chelem     | 5 638 006 $ | Gazon (ext.)    | Pete Sampras        | Goran Ivanišević    | 62-7, 7-69, 6-4, 3-6, 6-2 | Tableau |
| 42 | 06/07/1998 | Miller Lite Hall of Fame Championships, Newport        | Int' Series   | 275,000 $   | Gazon (ext.)    | Leander Paes        | Neville Godwin      | 6-3, 6-2                  |         |
| 43 | 06/07/1998 | Suisse Open, Gstaad                                    | Int' Series   | 525,000 $   | Terre (ext.)    | Àlex Corretja       | Boris Becker        | 7-65, 7-5, 6-3            | Tableau |
| 44 | 06/07/1998 | Swedish Open, Båstad                                   | Int' Series   | 315,000 $   | Terre (ext.)    | Magnus Gustafsson   | Andreï Medvedev     | 6-2, 6-3                  |         |
| 45 | 20/07/1998 | Legg Mason Tennis Classic, Washington, D.C.            | Series Gold   | 575,000 $   | Dur (ext.)      | Andre Agassi        | Scott Draper        | 6-2, 6-0                  |         |
| 46 | 20/07/1998 | Mercedes Cup, Stuttgart                                | Series Gold   | 915,000 $   | Terre (ext.)    | Gustavo Kuerten     | Karol Kučera        | 4-6, 6-2, 6-4             | Tableau |
| 47 | 27/07/1998 | Mercedes-Benz Cup, Los Angeles                         | Int' Series   | 315,000 $   | Dur (ext.)      | Andre Agassi        | Tim Henman          | 6-4, 6-4                  |         |
| 48 | 27/07/1998 | Generali Open, Kitzbühel                               | Int' Series   | 500,000 $   | Terre (ext.)    | Albert Costa        | Andrea Gaudenzi     | 6-2, 1-6, 6-2, 3-6, 6-1   |         |
| 49 | 27/07/1998 | Croatia Open, Umag                                     | Int' Series   | 375,000 $   | Terre (ext.)    | Bohdan Ulihrach     | Magnus Norman       | 6-3, 7-60                 |         |
| 50 | 03/08/1998 | Grolsch Open, Amsterdam                                | Int' Series   | 475,000 $   | Terre (ext.)    | Magnus Norman       | Richard Fromberg    | 6-3, 6-3, 2-6, 6-4        |         |
| 51 | 03/08/1998 | du Maurier Open, Toronto                               | Super 9       | 2 200 000 $ | Dur (ext.)      | Patrick Rafter      | Richard Krajicek    | 7-63, 6-4                 | Tableau |
| 52 | 10/08/1998 | Great American Insurance ATP Championships, Cincinnati | Super 9       | 2 200 000 $ | Dur (ext.)      | Patrick Rafter      | Pete Sampras        | 1-6, 7-62, 6-4            | Tableau |
| 53 | 10/08/1998 | Internazionali di Tennis di San Marino, Saint-Marin    | Int' Series   | 275,000 $   | Terre (ext.)    | Dominik Hrbatý      | Mariano Puerta      | 6-2, 7-5                  |         |
| 54 | 17/08/1998 | RCA Championships, Indianapolis                        | Series Gold   | 915,000 $   | Dur (ext.)      | Àlex Corretja       | Andre Agassi        | 2-6, 6-2, 6-3             |         |
| 55 | 17/08/1998 | Pilot Pen International, New Haven                     | Series Gold   | 745,000 $   | Dur (ext.)      | Karol Kučera        | Goran Ivanišević    | 6-4, 5-7, 6-2             |         |
| 56 | 24/08/1998 | Hamlet Cup, Long Island                                | Int' Series   | 315,000 $   | Dur (ext.)      | Patrick Rafter      | Félix Mantilla      | 7-63, 6-2                 |         |
| 57 | 24/08/1998 | MFS Pro Championships, Boston                          | Int' Series   | 315,000 $   | Dur (ext.)      | Michael Chang       | Paul Haarhuis       | 6-3, 6-4                  |         |
| 58 | 31/08/1998 | US Open, Flushing Meadows                              | G. Chelem     | 6 032 000 $ | Dur (ext.)      | Patrick Rafter      | Mark Philippoussis  | 6-3, 3-6, 6-2, 6-0        | Tableau |
| 59 | 14/09/1998 | President's Cup, Tachkent                              | Int' Series   | 380,000 $   | Dur (ext.)      | Tim Henman          | Ievgueni Kafelnikov | 7-5, 6-4                  |         |
| 60 | 14/09/1998 | Bournemouth International, Bournemouth                 | Int' Series   | 375,000 $   | Terre (ext.)    | Félix Mantilla      | Albert Costa        | 6-3, 7-5                  |         |
| 61 | 14/09/1998 | Romanian Open, Bucarest                                | Int' Series   | 475,000 $   | Terre (ext.)    | Francisco Clavet    | Arnaud Di Pasquale  | 6-4, 2-6, 7-5             |         |
| 62 | 28/09/1998 | Open de Toulouse Midi-Pyrénées, Toulouse               | Int' Series   | 375,000 $   | Dur (int.)      | Jan Siemerink       | Greg Rusedski       | 6-4, 6-4                  | Tableau |
| 63 | 28/09/1998 | Mallorca Open, Palma de Majorque                       | Int' Series   | 425,000 $   | Terre (ext.)    | Gustavo Kuerten     | Carlos Moyà         | 65-7, 6-2, 6-3            | Tableau |
| 64 | 28/09/1998 | Grand Chelem Cup, Munich                               | Masters (ITF) | 6 000 000 $ | Dur (int.)      | Marcelo Ríos        | Andre Agassi        | 6-4, 2-6, 7-6, 5-7, 6-3   | Tableau |
| 65 | 05/10/1998 | Campionati Internazionali di Sicilia, Palerme          | Int' Series   | 315,000 $   | Terre (ext.)    | Mariano Puerta      | Franco Squillari    | 6-3, 6-2                  |         |
| 66 | 05/10/1998 | China Open, Shanghai                                   | Int' Series   | 315,000 $   | Dur (ext.)      | Michael Chang       | Goran Ivanišević    | 4-6, 6-1, 6-2             |         |
| 67 | 05/10/1998 | Davidoff Swiss Indoors Basel, Bâle                     | Int' Series   | 975,000 $   | Dur (int.)      | Tim Henman          | Andre Agassi        | 6-4, 6-3, 3-6, 6-4        |         |
| 68 | 12/10/1998 | Heineken Open Singapour, Singapour                     | Series Gold   | 575,000 $   | Moquette (int.) | Marcelo Ríos        | Mark Woodforde      | 6-4, 6-2                  |         |
| 69 | 12/10/1998 | CA Tennis Trophy, Vienne                               | Series Gold   | 675,000 $   | Moquette (int.) | Pete Sampras        | Karol Kučera        | 6-3, 7-63, 6-1            |         |
| 70 | 19/10/1998 | Grand Prix de tennis de Lyon, Lyon                     | Int' Series   | 725,000 $   | Moquette (int.) | Àlex Corretja       | Tommy Haas          | 2-6, 7-66, 6-1            |         |
| 71 | 19/10/1998 | IPB Czech Indoor, Ostrava                              | Int' Series   | 975,000 $   | Moquette (int.) | Andre Agassi        | Ján Krošlák         | 6-2, 3-6, 6-3             |         |
| 72 | 26/10/1998 | Abierto Mexicano Telcel, Mexico                        | Int' Series   | 315,000 $   | Terre (ext.)    | Jiři Novák          | Xavier Malisse      | 6-3, 6-3                  |         |
| 73 | 26/10/1998 | Eurocard Open, Stuttgart                               | Super 9       | 2 200 000 $ | Dur (int.)      | Richard Krajicek    | Ievgueni Kafelnikov | 6-4, 6-3, 6-3             |         |
| 74 | 02/11/1998 | Open de Paris-Bercy, Paris                             | Super 9       | 2 300 000 $ | Moquette (int.) | Greg Rusedski       | Pete Sampras        | 6-4, 7-64, 6-3            | Tableau |
| 75 | 02/11/1998 | Copa Colsanitas, Bogota                                | Int' Series   | 315,000 $   | Terre (ext.)    | Mariano Zabaleta    | Ramón Delgado       | 6-4, 6-4                  |         |
| 76 | 09/11/1998 | Chevrolet Cup, Santiago                                | Int' Series   | 315,000 $   | Terre (ext.)    | Francisco Clavet    | Younès El Aynaoui   | 6-2, 6-4                  |         |
| 77 | 09/11/1998 | ATP Kremlin Cup, Moscou                                | Int' Series   | 1 125 000 $ | Moquette (int.) | Ievgueni Kafelnikov | Goran Ivanišević    | 7-62, 7-65                |         |
| 78 | 09/11/1998 | Stockholm Open, Stockholm                              | Int' Series   | 800,000 $   | Dur (int.)      | Todd Martin         | Thomas Johansson    | 6-3, 6-4, 6-4             |         |
| 79 | 23/11/1998 | ATP Tour World Championships, Hanovre                  | Masters       | 3 300 000 $ | Dur (int.)      | Àlex Corretja       | Carlos Moyà         | 3-6, 3-6, 7-5, 6-3, 7-5   | Tableau |

### Double
| No | Date       | Nom et lieu du tournoi                                | Catégorie   | Dotation    | Surface         | Vainqueurs                                                   | Finalistes                                | Score                     |         |
| -- | ---------- | ----------------------------------------------------- | ----------- | ----------- | --------------- | ------------------------------------------------------------ | ----------------------------------------- | ------------------------- | ------- |
| 1  | 05/01/1998 | Qatar Mobil Open Doha                                 | Int' Series | 975,000 $   | Dur (ext.)      | Mahesh Bhupathi Leander Paes                                 | Olivier Delaître Fabrice Santoro          | 6-4, 3-6, 6-4             |         |
| 2  | 05/01/1998 | Australian Men's Hardcourt Championships Adélaïde     | Int' Series | 315,000 $   | Dur (ext.)      | Joshua Eagle Andrew Florent                                  | Ellis Ferreira Rick Leach                 | 6-4, 6-7, 6-3             | Tableau |
| 3  | 12/01/1998 | Sydney International Sydney                           | Int' Series | 315,000 $   | Dur (ext.)      | Todd Woodbridge Mark Woodforde                               | Jacco Eltingh Daniel Nestor               | 6-3, 7-5                  | Tableau |
| 4  | 12/01/1998 | Heineken Open Auckland                                | Int' Series | 315,000 $   | Dur (ext.)      | Patrick Galbraith Brett Steven                               | Tom Nijssen Jeff Tarango                  | 6-4, 6-2                  |         |
| 5  | 19/01/1998 | Australian Open Melbourne                             | G. Chelem   | 3 140 107 $ | Dur (ext.)      | Jonas Björkman Jacco Eltingh                                 | Todd Woodbridge Mark Woodforde            | 6-2, 5-7, 2-6, 6-4, 6-3   | Tableau |
| 6  | 02/02/1998 | Marseille Indoors Marseille                           | Int' Series | 514,250 $   | Dur (int.)      | Donald Johnson Francisco Montana                             | Mark Keil T.J. Middleton                  | 6-4, 3-6, 6-3             | Tableau |
| 7  | 02/02/1998 | Croatian Indoors Split                                | Int' Series | 375,000 $   | Moquette (int.) | Martin Damm Jiří Novák                                       | Fredrik Bergh Patrik Fredriksson          | 7-6, 6-2                  |         |
| 8  | 09/02/1998 | Dubai Open Dubaï                                      | Int' Series | 1 014 250 $ | Dur (ext.)      | Mahesh Bhupathi Leander Paes                                 | Donald Johnson Francisco Montana          | 6-2? 7-5                  |         |
| 9  | 09/02/1998 | St. Petersburg Open Saint-Pétersbourg                 | Int' Series | 315,000 $   | Moquette (int.) | Nicklas Kulti Mikael Tillström                               | Marius Barnard Brent Haygarth             | 3-6, 6-3, 7-6             |         |
| 10 | 09/02/1998 | Sybase Open San José                                  | Int' Series | 315,000 $   | Dur (int.)      | Todd Woodbridge Mark Woodforde                               | Nelson Aerts André Sá                     | 6-1, 7-5                  |         |
| 11 | 16/02/1998 | European Community Championship Anvers                | Series Gold | 875,000 $   | Dur (int.)      | Wayne Ferreira Ievgueni Kafelnikov                           | Tomás Carbonell Francisco Roig            | 7-5, 3-6, 6-2             |         |
| 12 | 16/02/1998 | Kroger St. Jude Memphis                               | Series Gold | 700,000 $   | Dur (int.)      | Todd Woodbridge Mark Woodforde                               | Ellis Ferreira David Roditi               | 6-3, 6-4                  |         |
| 13 | 23/02/1998 | Advanta Championships Philadelphie                    | Series Gold | 589,250 $   | Dur (int.)      | Jacco Eltingh Paul Haarhuis                                  | David Macpherson Richey Reneberg          | 7-6, 6-7, 6-2             |         |
| 14 | 23/02/1998 | Guardian Direct Cup Londres                           | Series Gold | 689,250 $   | Moquette (int.) | Martin Damm Jim Grabb                                        | Ievgueni Kafelnikov Daniel Vacek          | 6-4, 7-5                  | Tableau |
| 15 | 02/03/1998 | ABN AMRO World Tennis Tournament Rotterdam            | Int' Series | 725,000 $   | Moquette (int.) | Jacco Eltingh Paul Haarhuis                                  | Neil Broad Piet Norval                    | 7-6, 6-3                  |         |
| 16 | 02/03/1998 | Franklin Templeton Tennis Classic Scottsdale          | Int' Series | 315,000 $   | Dur (ext.)      | Cyril Suk Michael Tebbutt                                    | Kent Kinnear David Wheaton                | 4-6, 6-1, 7-6             |         |
| 17 | 09/03/1998 | Copenhagen Open Copenhague                            | Int' Series | 210,000 $   | Moquette (ext.) | Tom Kempers Menno Oosting                                    | Jan Siemerink Brett Steven                | 6-4, 7-6                  |         |
| 18 | 09/03/1998 | Newsweek Champions Cup Indian Wells                   | Super 9     | 2 200 000 $ | Dur (ext.)      | Jonas Björkman Patrick Rafter                                | Todd Martin Richey Reneberg               | 6-4, 7-6                  | Tableau |
| 19 | 16/03/1998 | Lipton Championships Key Biscayne                     | Super 9     | 2 450 000 $ | Dur (ext.)      | Ellis Ferreira Rick Leach                                    | Alex O'Brien Jonathan Stark               | 6-2, 6-4                  | Tableau |
| 20 | 23/03/1998 | Grand-Prix Hassan II Casablanca                       | Int' Series | 210,000 $   | Terre (ext.)    | Andrea Gaudenzi Diego Nargiso                                | Cristian Brandi Filippo Messori           | 6-4, 7-6                  |         |
| 21 | 06/04/1998 | Salem Open Hong Kong                                  | Int' Series | 315,000 $   | Dur (ext.)      | Byron Black Alex O'Brien                                     | Neville Godwin Tuomas Ketola              | 7-5, 6-1                  |         |
| 22 | 06/04/1998 | Gold Flake Open Chennai                               | Int' Series | 405,000 $   | Dur (ext.)      | Mahesh Bhupathi Leander Paes                                 | Olivier Delaître Max Mirnyi               | 6-7, 6-3, 6-2             |         |
| 23 | 06/04/1998 | Estoril Open Estoril                                  | Int' Series | 600,000 $   | Terre (ext.)    | Donald Johnson Francisco Montana                             | David Roditi Fernon Wibier                | 6-1, 2-6, 6-1             |         |
| 24 | 13/04/1998 | Japan Open Tennis Championships Tokyo                 | Series Gold | 755,000 $   | Dur (ext.)      | Sébastien Lareau Daniel Nestor                               | Olivier Delaître Stefano Pescosolido      | 6-3, 6-4                  |         |
| 25 | 13/04/1998 | Trofeo Conde de Godó Barcelone                        | Series Gold | 825,000 $   | Terre (ext.)    | Jacco Eltingh Paul Haarhuis                                  | Ellis Ferreira Rick Leach                 | 7-5, 6-0                  |         |
| 26 | 20/04/1998 | Monte-Carlo Open Monte-Carlo                          | Super 9     | 2 200 000 $ | Terre (ext.)    | Jacco Eltingh Paul Haarhuis                                  | Todd Woodbridge Mark Woodforde            | 6-4, 6-2                  | Tableau |
| 27 | 20/04/1998 | US Men's Clay Court Championship Orlando              | Int' Series | 264,250 $   | Terre (ext.)    | Grant Stafford Kevin Ullyett                                 | Michael Tebbutt Mikael Tillström          | 4-6, 6-4, 7-5             |         |
| 28 | 27/04/1998 | Paegas Czech Open Prague                              | Int' Series | 340,000 $   | Terre (ext.)    | Wayne Arthurs Andrew Kratzmann                               | Fredrik Bergh Nicklas Kulti               | 6-1, 6-1                  |         |
| 29 | 27/04/1998 | BMW Open Munich                                       | Int' Series | 500,000 $   | Terre (ext.)    | Todd Woodbridge Mark Woodforde                               | Joshua Eagle Andrew Florent               | 6-0, 6-3                  |         |
| 30 | 27/04/1998 | AT&T Tennis Challenge Atlanta                         | Int' Series | 315,000 $   | Terre (ext.)    | Ellis Ferreira Brent Haygarth                                | Alex O'Brien Richey Reneberg              | 6-3, 0-6, 6-2             |         |
| 31 | 04/05/1998 | America's Red Clay Tennis Championship Delray Beach   | Int' Series | 245,000 $   | Terre (ext.)    | Grant Stafford Kevin Ullyett                                 | Mark Merklein Vincent Spadea              | 7-5, 6-4                  |         |
| 32 | 04/05/1998 | German International Championships Hambourg           | Super 9     | 2 200 000 $ | Terre (ext.)    | Donald Johnson Francisco Montana                             | David Adams Brett Steven                  | 6-2, 7-5                  |         |
| 33 | 11/05/1998 | Italian Open Rome                                     | Super 9     | 2 200 000 $ | Terre (ext.)    | Mahesh Bhupathi Leander Paes                                 | Rick Leach Ellis Ferreira                 | 6-4, 4-6, 7-6             | Tableau |
| 34 | 18/05/1998 | International Raiffeisen Grand Prix Sankt Pölten      | Int' Series | 400,000 $   | Terre (ext.)    | Jim Grabb David Macpherson                                   | David Adams Wayne Black                   | 6-4, 6-4                  |         |
| 35 | 25/05/1998 | Roland-Garros Paris                                   | G. Chelem   | 5 026 607 $ | Terre (ext.)    | Jacco Eltingh Paul Haarhuis                                  | Mark Knowles Daniel Nestor                | 6-3, 3-6, 6-3             | Tableau |
| 36 | 08/06/1998 | Gerry Weber Open Halle (Westf.)                       | Int' Series | 875,000 $   | Gazon (ext.)    | Ellis Ferreira Rick Leach                                    | John-Laffnie de Jager Marc-Kevin Goellner | 4-6, 6-4, 7-6             |         |
| 37 | 08/06/1998 | The Stella Artois Championships Londres               | Int' Series | 725,000 $   | Gazon (ext.)    | Todd Woodbridge Mark Woodforde Jonas Björkman Patrick Rafter | co-vainqueurs                             | Finale annulée            |         |
| 38 | 08/06/1998 | Internazionali di Tennis Carisbo Bologne              | Int' Series | 315,000 $   | Terre (ext.)    | Brandon Coupe Paul Rosner                                    | Giorgio Galimberti Massimo Valeri         | 7-6, 6-3                  |         |
| 39 | 15/06/1998 | Heineken Trophy Bois-le-Duc                           | Int' Series | 475,000 $   | Gazon (ext.)    | Guillaume Raoux Jan Siemerink                                | Joshua Eagle Andrew Florent               | 7-65, 6-2                 |         |
| 40 | 15/06/1998 | Nottingham Open Nottingham                            | Int' Series | 315,000 $   | Gazon (ext.)    | Justin Gimelstob Byron Talbot                                | Sébastien Lareau Daniel Nestor            | 7-5, 6-7, 6-4             |         |
| 41 | 22/06/1998 | The Championships Wimbledon                           | G. Chelem   | 5 638 006 $ | Gazon (ext.)    | Jacco Eltingh Paul Haarhuis                                  | Todd Woodbridge Mark Woodforde            | 2-6, 6-4, 7-63, 5-7, 10-8 | Tableau |
| 42 | 06/07/1998 | Miller Lite Hall of Fame Championships Newport        | Int' Series | 275,000 $   | Gazon (ext.)    | Doug Flach Sandon Stolle                                     | Scott Draper Jason Stoltenberg            | 6-2, 4-6, 7-6             |         |
| 43 | 06/07/1998 | Suisse Open Gstaad                                    | Int' Series | 525,000 $   | Terre (ext.)    | Gustavo Kuerten Fernando Meligeni                            | Daniel Orsanic Cyril Suk                  | 6-4, 7-5                  | Tableau |
| 44 | 06/07/1998 | Swedish Open Båstad                                   | Int' Series | 315,000 $   | Terre (ext.)    | Magnus Gustafsson Magnus Larsson                             | Lan Bale Piet Norval                      | 6-4, 6-2                  |         |
| 45 | 20/07/1998 | Legg Mason Tennis Classic Washington, D.C.            | Series Gold | 575,000 $   | Dur (ext.)      | Grant Stafford Kevin Ullyett                                 | Wayne Ferreira Patrick Galbraith          | 6-2, 6-4                  |         |
| 46 | 20/07/1998 | Mercedes Cup Stuttgart                                | Series Gold | 915,000 $   | Terre (ext.)    | Olivier Delaître Fabrice Santoro                             | Joshua Eagle Jim Grabb                    | 6-1, 3-6, 6-3             | Tableau |
| 47 | 27/07/1998 | Mercedes-Benz Cup Los Angeles                         | Int' Series | 315,000 $   | Dur (ext.)      | Patrick Rafter Sandon Stolle                                 | Jeff Tarango Daniel Vacek                 | 6-4, 6-4                  |         |
| 48 | 27/07/1998 | Generali Open Kitzbühel                               | Int' Series | 500,000 $   | Terre (ext.)    | Tom Kempers Daniel Orsanic                                   | Joshua Eagle Andrew Kratzmann             | 6-3, 6-4                  |         |
| 49 | 27/07/1998 | Croatia Open Umag                                     | Int' Series | 375,000 $   | Terre (ext.)    | Neil Broad Piet Norval                                       | Jiří Novák David Rikl                     | 6-1, 3-6, 6-3             |         |
| 50 | 03/08/1998 | Grolsch Open Amsterdam                                | Int' Series | 475,000 $   | Terre (ext.)    | Jacco Eltingh Paul Haarhuis                                  | Dominik Hrbatý Karol Kučera               | 6-3, 6-2                  |         |
| 51 | 03/08/1998 | du Maurier Open Toronto                               | Super 9     | 2 200 000 $ | Dur (ext.)      | Martin Damm Jim Grabb                                        | Ellis Ferreira Rick Leach                 | 6-7, 6-2, 7-6             | Tableau |
| 52 | 10/08/1998 | Great American Insurance ATP Championships Cincinnati | Super 9     | 2 200 000 $ | Dur (ext.)      | Mark Knowles Daniel Nestor                                   | Olivier Delaître Fabrice Santoro          | 6-1, 2-1, ab.             | Tableau |
| 53 | 10/08/1998 | Internazionali di Tennis di San Marino Saint-Marin    | Int' Series | 275,000 $   | Terre (ext.)    | Jiří Novák David Rikl                                        | Mariano Hood Sebastián Prieto             | 6-4, 7-6                  |         |
| 54 | 17/08/1998 | RCA Championships Indianapolis                        | Series Gold | 915,000 $   | Dur (ext.)      | Jiří Novák David Rikl                                        | Mark Knowles Daniel Nestor                | 6-2, 7-6                  |         |
| 55 | 17/08/1998 | Pilot Pen International New Haven                     | Series Gold | 745,000 $   | Dur (ext.)      | Wayne Arthurs Peter Tramacchi                                | Sébastien Lareau Alex O'Brien             | 7-6, 1-6, 6-3             |         |
| 56 | 24/08/1998 | Hamlet Cup Long Island                                | Int' Series | 315,000 $   | Dur (ext.)      | Julián Alonso Javier Sánchez                                 | Brandon Coupe Dave Randall                | 6-4, 6-4                  |         |
| 58 | 31/08/1998 | US Open Flushing Meadows                              | G. Chelem   | 6 032 000 $ | Dur (ext.)      | Cyril Suk Sandon Stolle                                      | Mark Knowles Daniel Nestor                | 4-6, 7-6, 6-2             | Tableau |
| 59 | 14/09/1998 | President's Cup Tachkent                              | Int' Series | 380,000 $   | Dur (ext.)      | Stefano Pescosolido Laurence Tieleman                        | Kenneth Carlsen Sjeng Schalken            | 7-5, 4-6, 7-5             |         |
| 60 | 14/09/1998 | Bournemouth International Bournemouth                 | Int' Series | 375,000 $   | Terre (ext.)    | Neil Broad Kevin Ullyett                                     | Wayne Arthurs Alberto Berasategui         | 7-6, 6-3                  |         |
| 61 | 14/09/1998 | Romanian Open Bucarest                                | Int' Series | 475,000 $   | Terre (ext.)    | Andrei Pavel Gabriel Trifu                                   | George Cosac Dinu Pescariu                | 7-6, 7-6                  |         |
| 62 | 28/09/1998 | Open de Toulouse Midi-Pyrénées Toulouse               | Int' Series | 375,000 $   | Dur (int.)      | Fabrice Santoro Olivier Delaître                             | Paul Haarhuis Jan Siemerink               | 6-2, 6-4                  | Tableau |
| 63 | 28/09/1998 | Mallorca Open Palma de Majorque                       | Int' Series | 425,000 $   | Terre (ext.)    | Pablo Albano Daniel Orsanic                                  | Jiří Novák David Rikl                     | 65-7, 6-2, 6-3            | Tableau |
| 64 | 05/10/1998 | Campionati Internazionali di Sicilia Palerme          | Int' Series | 315,000 $   | Terre (ext.)    | Francisco Montana Donald Johnson                             | Pablo Albano Daniel Orsanic               | 6-4, 7-6                  |         |
| 65 | 05/10/1998 | China Open Shanghai                                   | Int' Series | 315,000 $   | Dur (ext.)      | Mahesh Bhupathi Leander Paes                                 | Todd Woodbridge Mark Woodforde            | 6-4, 6-7, 7-6             |         |
| 66 | 05/10/1998 | Davidoff Swiss Indoors Basel Bâle                     | Int' Series | 975,000 $   | Dur (int.)      | Fabrice Santoro Olivier Delaître                             | Piet Norval Kevin Ullyett                 | 6-3, 7-6                  |         |
| 67 | 12/10/1998 | Heineken Open Singapour Singapour                     | Series Gold | 575,000 $   | Moquette (int.) | Todd Woodbridge Mark Woodforde                               | Mahesh Bhupathi Leander Paes              | 6-2, 6-3                  |         |
| 68 | 12/10/1998 | CA Tennis Trophy Vienne                               | Series Gold | 675,000 $   | Moquette (int.) | Ievgueni Kafelnikov Daniel Vacek                             | David Adams John-Laffnie de Jager         | 7-5, 6-3                  |         |
| 69 | 19/10/1998 | Grand Prix de tennis de Lyon Lyon                     | Int' Series | 725,000 $   | Moquette (int.) | Fabrice Santoro Olivier Delaître                             | Tomás Carbonell Francisco Roig            | 6-2, 6-2                  |         |
| 70 | 19/10/1998 | IPB Czech Indoor Ostrava                              | Int' Series | 975,000 $   | Moquette (int.) | Nicolas Kiefer David Prinosil                                | David Adams Pavel Vízner                  | 6-4, 6-3                  |         |
| 71 | 26/10/1998 | Abierto Mexicano Telcel Mexico                        | Int' Series | 315,000 $   | Terre (ext.)    | Jiří Novák David Rikl                                        | Daniel Orsanic David Roditi               | 6-4, 6-2                  |         |
| 72 | 26/10/1998 | Eurocard Open Stuttgart                               | Super 9     | 2 200 000 $ | Dur (int.)      | Sébastien Lareau Alex O'Brien                                | Mahesh Bhupathi Leander Paes              | 6-3, 3-6, 7-5             |         |
| 73 | 02/11/1998 | Open de Paris-Bercy Paris                             | Super 9     | 2 300 000 $ | Moquette (int.) | Mahesh Bhupathi Leander Paes                                 | Jacco Eltingh Paul Haarhuis               | 6-4, 6-2                  | Tableau |
| 74 | 02/11/1998 | Copa Colsanitas Bogota                                | Int' Series | 315,000 $   | Terre (ext.)    | Diego del Río Mariano Puerta                                 | Gábor Köves Eric Taino                    | 6-7, 6-3, 6-2             |         |
| 75 | 09/11/1998 | Chevrolet Cup Santiago                                | Int' Series | 315,000 $   | Terre (ext.)    | Mariano Hood Sebastián Prieto                                | Massimo Bertolini Devin Bowen             | 7-6, 6-7, 7-6             |         |
| 76 | 09/11/1998 | ATP Kremlin Cup Moscou                                | Int' Series | 1 125 000 $ | Moquette (int.) | Jared Palmer Jeff Tarango                                    | Ievgueni Kafelnikov Daniel Vacek          | 6-4, 6-7, 6-2             |         |
| 77 | 09/11/1998 | Stockholm Open Stockholm                              | Int' Series | 800,000 $   | Dur (int.)      | Nicklas Kulti Mikael Tillström                               | Chris Haggard Peter Nyborg                | 7-5, 3-6, 7-5             |         |
| 78 | 16/11/1998 | ATP Tour World Championships Hartford                 | Masters     | 3 300 000 $ | Dur (int.)      | Jacco Eltingh Paul Haarhuis                                  | Mark Knowles Daniel Nestor                | 6-4, 6-2, 7-5             | Tableau |

### Double mixte
| No | Date       | Nom et lieu du tournoi      | Catégorie | Dotation    | Surface      | Vainqueurs                      | Finalistes                     | Score    |         |
| -- | ---------- | --------------------------- | --------- | ----------- | ------------ | ------------------------------- | ------------------------------ | -------- | ------- |
| 1  | 19/01/1998 | Australian Open Melbourne   | G. Chelem | 3 140 107 $ | Dur (ext.)   | Venus Williams Justin Gimelstob | Helena Suková Cyril Suk        | 6-2, 6-1 | Tableau |
| 2  | 25/05/1998 | Roland-Garros Paris         | G. Chelem | 5 026 607 $ | Terre (ext.) | Venus Williams Justin Gimelstob | Serena Williams Luis Lobo      | 6-4, 6-4 | Tableau |
| 3  | 22/06/1998 | The Championships Wimbledon | G. Chelem | 5 638 006 $ | Gazon (ext.) | Serena Williams Max Mirnyi      | Mirjana Lučić Mahesh Bhupathi  | 6-4, 6-4 | Tableau |
| 4  | 31/08/1998 | US Open Flushing Meadows    | G. Chelem | 6 032 000 $ | Dur (ext.)   | Serena Williams Max Mirnyi      | Lisa Raymond Patrick Galbraith | 6-2, 6-2 | Tableau |

### Compétitions par équipes
| | Italie | 1                           | -  | 4  | Suède |   |       |
| --- | ------ | --------------------------- | -- | -- | ----- | - | ----- |
| Forum, Milan, Italie |        |                             |    |    |       |   |       |
| du 4 au 6 décembre 1998 sur terre battue (int.) |        |                             |    |    |       |   |       |
| \| 1 \| \| Andrea Gaudenzi \| 7 \| 60 \| 6 \| 3 \| 6 ab. \| \| 1 \| \| Magnus Norman \| 69 \| 7 \| 4 \| 6 \| 6 \| \| 2 \| \| Davide Sanguinetti \| 1 \| 4 \| 0 \| \| \| \| 2 \| \| Magnus Gustafsson \| 6 \| 6 \| 6 \| \| \| \| 3 \| \| D. Nargiso - D. Sanguinetti \| 61 \| 1 \| 3 \| \| \| \| 3 \| \| J. Björkman - N. Kulti \| 7 \| 6 \| 6 \| \| \| \| \| \| \| \| \| \| \| \| \| 4 \| \| Gianluca Pozzi \| 4 \| 2 \| \| \| \| \| 4 \| \| Magnus Gustafsson \| 6 \| 6 \| \| \| \| \| \| \| \| \| \| \| \| \| \| 5 \| \| Diego Nargiso \| 6 \| 6 \| \| \| \| \| 5 \| \| Magnus Norman \| 2 \| 3 \| \| \| \| \| \| \| \| \| \| \| \| \| |        |                             |    |    |       |   |       |
| 1 |        | Andrea Gaudenzi             | 7  | 60 | 6     | 3 | 6 ab. |
| 1 |        | Magnus Norman               | 69 | 7  | 4     | 6 | 6     |
| 2 |        | Davide Sanguinetti          | 1  | 4  | 0     |   |       |
| 2 |        | Magnus Gustafsson           | 6  | 6  | 6     |   |       |
| 3 |        | D. Nargiso - D. Sanguinetti | 61 | 1  | 3     |   |       |
| 3 |        | J. Björkman - N. Kulti      | 7  | 6  | 6     |   |       |
| |        |                             |    |    |       |   |       |
| 4 |        | Gianluca Pozzi              | 4  | 2  |       |   |       |
| 4 |        | Magnus Gustafsson           | 6  | 6  |       |   |       |
| |        |                             |    |    |       |   |       |
| 5 |        | Diego Nargiso               | 6  | 6  |       |   |       |
| 5 |        | Magnus Norman               | 2  | 3  |       |   |       |
| |        |                             |    |    |       |   |       |

| 1 |  | Andrea Gaudenzi             | 7  | 60 | 6 | 3 | 6 ab. |
| 1 |  | Magnus Norman               | 69 | 7  | 4 | 6 | 6     |
| 2 |  | Davide Sanguinetti          | 1  | 4  | 0 |   |       |
| 2 |  | Magnus Gustafsson           | 6  | 6  | 6 |   |       |
| 3 |  | D. Nargiso - D. Sanguinetti | 61 | 1  | 3 |   |       |
| 3 |  | J. Björkman - N. Kulti      | 7  | 6  | 6 |   |       |
|   |  |                             |    |    |   |   |       |
| 4 |  | Gianluca Pozzi              | 4  | 2  |   |   |       |
| 4 |  | Magnus Gustafsson           | 6  | 6  |   |   |       |
|   |  |                             |    |    |   |   |       |
| 5 |  | Diego Nargiso               | 6  | 6  |   |   |       |
| 5 |  | Magnus Norman               | 2  | 3  |   |   |       |
|   |  |                             |    |    |   |   |       |

|  | Équipe 1  | Score | Équipe 2 |  |
|  | Slovaquie | 2 – 1 | France   |  |

| Ordre des matchs | Joueurs            | Points au premier set | Points au second set | Points au troisième set |
| ---------------- | ------------------ | --------------------- | -------------------- | ----------------------- |
| 1                | Karina Habšudová   | 4                     | 5                    |                         |
| 1                | Mary Pierce        | 6                     | 7                    |                         |
|                  |                    |                       |                      |                         |
| 2                | Karol Kučera       | 7                     | 6                    |                         |
| 2                | Cédric Pioline     | 67                    | 4                    |                         |
|                  |                    |                       |                      |                         |
| 3                | Habšudová - Kučera | 6                     | 6                    |                         |
| 3                | Pierce - Pioline   | 3                     | 4                    |                         |

|  | Équipe 1  | Score | Équipe 2           |  |
|  | Allemagne | 3 – 0 | République Tchèque |  |

| Ordre des matchs | Joueurs           | Points au premier set | Points au second set | Points au troisième set |
| ---------------- | ----------------- | --------------------- | -------------------- | ----------------------- |
| 1                | Nicolas Kiefer    | 7                     | 6                    |                         |
| 1                | Petr Korda        | 5                     | 3                    |                         |
|                  |                   |                       |                      |                         |
| 2                | Tommy Haas        | 6                     | 6                    |                         |
| 2                | Sláva Doseděl     | 1                     | 4                    |                         |
|                  |                   |                       |                      |                         |
| 3 (sans enjeu)   | Prinosil - Becker | 6                     | 4                    | 6                       |
| 3 (sans enjeu)   | Suk - Vacek       | 4                     | 6                    | 2                       |

## Informations statistiques
Les tournois sont listés par ordre chronologique.

### En simple
| Joueur       | Période               | Semaines | Cumul |
| ------------ | --------------------- | -------- | ----- |
| Pete Sampras | 1er janvier - 29 mars | 13       | 13    |
| Marcelo Ríos | 30 mars - 26 avril    | 4        | 4     |
| Pete Sampras | 27 avril - 9 août     | 15       | 28    |
| Marcelo Ríos | 10 août - 23 août     | 2        | 6     |
| Pete Sampras | 24 août - 31 décembre | 18       | 46    |

| Joueur              | Nombre | Titre(s)                                                                            |
| Marcelo Ríos        | 7      | Auckland, Indian Wells, Miami, Rome, Sankt Pölten, Coupe du Grand Chelem, Singapour |
| Patrick Rafter      | 6      | Chennai, Bois-le-Duc, Toronto, Cincinnati, Long Island, US Open                     |
| Andre Agassi        | 5      | San José, Scottsdale, Washington, Los Angeles, Ostrava                              |
| Àlex Corretja       | 5      | Dubaï, Gstaad, Indianapolis, Lyon, Masters                                          |
| Pete Sampras        | 4      | Philadelphie, Atlanta, Wimbledon, Vienne                                            |
| Ievgueni Kafelnikov | 3      | London Indoors, Halle, Moscou                                                       |
| Albert Costa        | 2      | Hambourg, Kitzbühel                                                                 |
| Thomas Enqvist      | 2      | Marseille, Munich                                                                   |
| Magnus Gustafsson   | 2      | Copenhague, Båstad                                                                  |
| Petr Korda          | 2      | Doha, Open d'Australie                                                              |
| Karol Kučera        | 2      | Sydney, New Haven                                                                   |
| Gustavo Kuerten     | 2      | Stuttgart, Majorque                                                                 |
| Carlos Moyà         | 2      | Monte-Carlo, Roland Garros                                                          |

| Joueur           | Début de carrière | Premier titre |
| Kenneth Carlsen  | 1992              | Hong Kong     |
| Scott Draper     | 1993              | Queen's       |
| Andrea Gaudenzi  | 1990              | Casablanca    |
| Lleyton Hewitt   | 1998              | Adélaïde      |
| Dominik Hrbatý   | 1996              | Saint-Marin   |
| Andrew Ilie      | 1994              | Coral Springs |
| Leander Paes     | 1991              | Newport       |
| Andrei Pavel     | 1995              | Tokyo         |
| Mariano Puerta   | 1998              | Palerme       |
| Mariano Zabaleta | 1996              | Bogota        |

| Pays               | Total | Nombre par surface | Nombre par surface | Nombre par surface | Nombre par surface | Titre(s) |
| Pays               | Total | Dur                | Terre              | Gazon              | Moquette           | Titre(s) |
| Espagne            | 14    | 3                  | 10                 | 0                  | 1                  | Dubaï, Estoril, Monte-Carlo, Hambourg, Roland Garros, Bologne, Gstaad, Kitzbühel, Indianapolis, Bournemouth, Bucarest, Lyon, Santiago, Masters    |
| États-Unis         | 14    | 9                  | 2                  | 1                  | 2                  | San José, Philadelphie, Scottsdale, Barcelone, Orlando, Atlanta, Wimbledon, Washington, Los Angeles, Boston, Shanghai, Vienne, Ostrava, Stockholm |
| Australie          | 10    | 7                  | 1                  | 2                  | 0                  | Adélaïde, Memphis, Chennai, Coral Springs, Queen's, Bois-le-Duc, Toronto, Cincinnati, Long Island, US Open                                        |
| Chili              | 7     | 4                  | 2                  | 0                  | 1                  | Auckland, Indian Wells, Miami, Rome, Sankt Pölten, Coupe du Grand Chelem, Singapour                                                               |
| Suède              | 6     | 1                  | 3                  | 1                  | 1                  | Marseille, Copenhague, Munich, Nottingham, Båstad, Amsterdam                                                                                      |
| République tchèque | 4     | 2                  | 2                  | 0                  | 0                  | Doha, Open d'Australie, Umag, Mexico |
| Royaume-Uni        | 4     | 3                  | 0                  | 0                  | 1                  | Anvers, Tachkent, Bâle, Paris-Bercy |
| Pays-Bas           | 4     | 2                  | 0                  | 0                  | 2                  | Saint-Petersbourg, Rotterdam, Toulouse, Stuttgart Indoors                                                                                         |
| Brésil             | 3     | 0                  | 3                  | 0                  | 0                  | Anvers, Stuttgart, Majorque |
| Russie             | 3     | 0                  | 0                  | 1                  | 2                  | London Indoors, Halle, Moscou |
| Slovaquie          | 3     | 2                  | 1                  | 0                  | 0                  | Sydney, Saint-Marin, New Haven |
| Argentine          | 2     | 0                  | 2                  | 0                  | 0                  | Palerme, Bogota |
| Croatie            | 1     | 0                  | 0                  | 0                  | 1                  | Split |
| Danemark           | 1     | 1                  | 0                  | 0                  | 0                  | Hong Kong |
| Inde               | 1     | 0                  | 0                  | 1                  | 0                  | Newport |
| Italie             | 1     | 0                  | 1                  | 0                  | 0                  | Casablanca |
| Roumanie           | 1     | 1                  | 0                  | 0                  | 0                  | Tokyo |

### En double
| Joueur          | Période               | Semaines | Cumul |
| --------------- | --------------------- | -------- | ----- |
| Todd Woodbridge | 1er janvier - 29 mars | 13       | 13    |
| Jacco Eltingh   | 30 mars - 31 décembre | 39       | 39    |

| Joueur              | Nombre | Titre(s) |
| Jacco Eltingh       | 9      | Open d'Australie, Philadelphie, Rotterdam, Barcelone, Monte-Carlo, Roland Garros, Wimbledon, Amsterdam, Boston, Masters |
| Paul Haarhuis       | 8      | Philadelphie, Rotterdam, Barcelone, Monte-Carlo, Roland Garros, Wimbledon, Amsterdam, Boston, Masters                   |
| Todd Woodbridge     | 5      | Sydney, San José, Memphis, Munich, Singapour                                                                            |
| Mark Woodforde      | 5      | Sydney, San José, Memphis, Munich, Singapour                                                                            |
| Mahesh Bhupathi     | 4      | Chennai, Rome, Shanghai, Paris-Bercy                                                                                    |
| Olivier Delaître    | 4      | Stuttgart, Toulouse, Bâle, Lyon                                                                                         |
| Donald Johnson      | 4      | Marseille, Estoril, Hambourg, Palerme                                                                                   |
| Francisco Montana   | 4      | Marseille, Estoril, Hambourg, Palerme                                                                                   |
| Jiří Novák          | 4      | Split, Saint-Marin, Indianapolis, Mexico                                                                                |
| Leander Paes        | 4      | Chennai, Rome, Shanghai, Paris-Bercy                                                                                    |
| Fabrice Santoro     | 4      | Stuttgart, Toulouse, Bâle, Lyon                                                                                         |
| Kevin Ullyett       | 4      | Orlando, Coral Springs, Washington, Bournemouth                                                                         |
| Martin Damm         | 3      | Split, Londres Indoors, Toronto                                                                                         |
| Ellis Ferreira      | 3      | Miami, Atlanta, Halle                                                                                                   |
| Jim Grabb           | 3      | Londres Indoors, Sankt Pölten, Toronto                                                                                  |
| David Rikl          | 3      | Saint-Marin, Indianapolis, Mexico                                                                                       |
| Grant Stafford      | 3      | Orlando, Coral Springs, Washington                                                                                      |
| Sandon Stolle       | 3      | Newport, Los Angeles, US Open                                                                                           |
| Wayne Arthurs       | 2      | Prague, New Haven |
| Jonas Björkman      | 2      | Open d'Australie, Indian Wells                                                                                          |
| Neil Broad          | 2      | Umag, Bournemouth |
| Ievgueni Kafelnikov | 2      | Anvers, Vienne |
| Tom Kempers         | 2      | Copenhague, Kitzbühel                                                                                                   |
| Nicklas Kulti       | 2      | Saint-Petersbourg, Stockholm                                                                                            |
| Sébastien Lareau    | 2      | Tokyo, Stuttgart Indoors                                                                                                |
| Rick Leach          | 2      | Miami, Halle |
| Daniel Nestor       | 2      | Tokyo, Cincinnati |
| Alex O'Brien        | 2      | Hong Kong, Stuttgart Indoors                                                                                            |
| Patrick Rafter      | 2      | Indian Wells, Los Angeles                                                                                               |
| Cyril Suk           | 2      | Scottsdale, US Open |
| Mikael Tillström    | 2      | Saint-Petersbourg, Stockholm                                                                                            |

| Joueur | Début de carrière | Premier titre |
|        | ????              | tournoi       |